# Ritual (Shaman)
Ritual è il primo album realizzato dal gruppo musicale brasiliano power metal Shaman, pubblicato nel 2002.
L'intero disco è un concept-album che parla di culture indigene, e di sciamanesimo, e ha venduto oltre 500 000 copie nel mondo; tutti i testi sono stati scritti da Andre Matos.

## Tracce
1. "Ancient Winds" (Andre Matos) – 3:16
2. "Here I Am" (Matos) – 5:56
3. "Distant Thunder" (Hugo Mariutti) – 6:22
4. "For Tomorrow" (Ricardo Confessori) – 6:47
5. "Time Will Come" (H. Mariutti) – 5:32
6. "Over Your Head" (L. Mariutti) – 6:37
7. "Fairy Tale" (Matos) – 6:56
8. "Blind Spell" (Confessori) – 4:34
9. "Ritual" (Matos) – 6:37
10. "Pride" (Matos) – 4:11

## Formazione
- Andre Matos - voce, piano
- Hugo Mariutti - chitarre
- Luís Mariutti - basso
- Ricardo Confessori - batteria

## Ospiti
- Tobias Sammet (Edguy) - Voci in "Pride"
- Sascha Paeth (Avantasia) - Chitarre in "Pride"
- Marcus Viana - Violino in "Over Your Head"
- Derek Sherinian - Assolo di tastiera in "Over Your Head"
- Ademar Farinha - Strumenti a fiato in "For Tomorrow"